# 우리 갑순이
《우리 갑순이》는 2016년 8월 27일부터 2017년 4월 8일까지 방송했던 SBS 주말 드라마로 SBS 주말 드라마는 해당 프로그램을 마지막으로 폐지됐다.

## 프로그램 소개
우리 시대 결혼과 부부의 삶을 긍정적으로 그려갈 가족 드라마

## 방송 시간
| 방송 채널 | 방송 기간                          | 방송 시간                                 | 방송 분량                                       |
| --------- | ---------------------------------- | ----------------------------------------- | ----------------------------------------------- |
| SBS TV    | 2016년 8월 27일 ~ 2016년 10월 30일 | 매주 주말 오후 8시 45분 ~ 오후 9시 55분   | 1시간 10분                                      |
| SBS TV    | 2016년 11월 5일 ~ 2017년 4월 8일   | 매주 토요일 오후 8시 45분 ~ 오후 11시 5분 | 2시간 20분 (회당 1시간 10분 2회 연속 방송·편성) |

## 등장 인물

### 흙수저 청춘
- 김소은 : 신갑순 역 - 중년과 내심의 셋째 딸, 재순이와 세계의 여동생, 갑돌이의 연인 → 아내
- 송재림 : 허갑돌 역 (아역 : 김승한) - 기자의 둘째 아들, 다해의 남동생, 갑순이의 연인 → 남편

### 갑순이네
- 장용 : 신중년 역 - 갑순이의 아버지
- 고두심 : 인내심 역 - 갑순이의 엄마
- 이미영 : 신말년 역 - 갑순이의 고모
- 이완 : 신세계 역 - 재순이의 남동생이자 갑순이의 오빠

### 갑돌이네
- 이보희 : 남기자 역 - 갑돌이의 엄마
- 김규리 : 허다해 역 - 갑돌이의 누나 (중도 하차)

### 재순이네
- 유선 : 신재순 역 - 세계의 누나이자 갑순이의 언니
- 최대철 : 조금식 역 - 다해의 전 남편이자 재순이와 재혼한 남편
- 양정원 : 조아영 역 - 금식의 여동생
- 박서연 : 조초롱 역 (아역 : 서은솔) - 금식과 다해의 첫째 딸
- 엄서현 : 조다롱 역 - 금식과 다해의 둘째 딸
- 이승우 : 전똘이 역 - 재순이와 세방의 아들

### 여봉네, 금도금네
- 장다윤 : 여공주 역 - 세계의 전 부인
- 김혜선 : 여시내 역 - 공주의 엄마
- 전국환 : 여봉 역 - 시내의 아버지
- 이병준 : 금도금 역 (젊은 시절 : 지찬) - 시내의 연인 → 남편
- 서강석 : 금수조 역 - 도금의 양아들이자 시내의 친아들

### 그 외 인물
- 유세례 : 정만주 역 - 세계의 동료 의사이자 새 연인
- 차광수 : 김삼식 역 - 말년의 전 남편
- 고영민 : 배달통 역 - 갑돌이의 친구
- 한도우 : 최하수 역 - 갑순이의 썸남
- 정찬 : 전세방 역 - 재순이의 전 남편이자 똘이의 아버지
- 조아영 : 김영란 역 - 허갑돌 동료 공무원
- 김정환 : 고달파 역 - 말년과 삼식의 아들
- 서유정 : 반지아 역 - 수조의 연인
- 이상숙 : 꽃님 역 - 중년 친구, 사기꾼
- 이예영 : 샬랄라 역 - 갑돌이의 동창
- 채윤희 : 식당 사장 역
- 원종례 : 인내심 친구 역
- 임지현 : 하수의 여자친구 역
- 이원진 : 금식네 직원 역
- 이승준 : 탐정 역
- 김종호 : 편의점 주인 역
- 윤지온 : 알바생 역
- 김익태
- 김경룡
- 손동화
- 박초은
- 백인권
- 윤종원
- 김주영
- 하다영
- 김서하
- 안명주
- 박원호

## 시청률
최저 시청률과 최고 시청률은 시청률 조사회사와 지역별로 시청률에 차이가 있을 수 있습니다.
| 2016년 | 2016년    | 2016년          | 2016년        | 2016년          | 2016년        |
| 회차   | 방송일    | TNmS 시청률     | TNmS 시청률   | AGB 시청률      | AGB 시청률    |
| 회차   | 방송일    | 대한민국 (전국) | 서울 (수도권) | 대한민국 (전국) | 서울 (수도권) |
| ------ | --------- | --------------- | ------------- | --------------- | ------------- |
| 1회    | 8월 27일  | 6.3%            | 7.3%          | 6.8%            | 7.7%          |
| 2회    | 8월 28일  | 8.1%            | 9.4%          | 8.4%            | 9.1%          |
| 3회    | 9월 3일   | 6.5%            | 7.6%          | 6.5%            | 7.2%          |
| 4회    | 9월 4일   | 6.1%            | 6.9%          | 6.9%            | 7.4%          |
| 5회    | 9월 10일  | 6.2%            | 7.5%          | 6.9%            | 8.1%          |
| 6회    | 9월 11일  | 6.3%            | 6.5%          | 6.4%            | 6.9%          |
| 7회    | 9월 17일  | 7.1%            | 7.6%          | 7.4%            | 8.1%          |
| 8회    | 9월 18일  | 7.6%            | 9.1%          | 8.4%            | 9.2%          |
| 9회    | 9월 24일  | 6.4%            | 7.7%          | 8.2%            | 8.7%          |
| 10회   | 9월 25일  | 7.7%            | 9.0%          | 8.4%            | 9.6%          |
| 11회   | 10월 1일  | 6.7%            | 7.8%          | 7.5%            | 8.6%          |
| 12회   | 10월 2일  | 8.4%            | 11.1%         | 8.9%            | 10.1%         |
| 13회   | 10월 8일  | 7.2%            | 7.6%          | 7.2%            | 7.8%          |
| 14회   | 10월 9일  | 7.3%            | 8.3%          | 8.3%            | 9.0%          |
| 15회   | 10월 15일 | 7.3%            | 8.8%          | 7.5%            | 8.0%          |
| 16회   | 10월 16일 | 8.2%            | 10.4%         | 8.9%            | 10.1%         |
| 17회   | 10월 22일 | 6.2%            | 7.3%          | 7.7%            | 8.1%          |
| 18회   | 10월 23일 | 8.3%            | 9.4%          | 9.6%            | 10.7%         |
| 19회   | 10월 29일 | 7.7%            | 8.5%          | 7.8%            | 9.0%          |
| 20회   | 10월 30일 | 8.7%            | 10.2%         | 11.1%           | 12.8%         |
| 21회   | 11월 5일  | 8.0%            | 9.2%          | 8.5%            | 10.0%         |
| 22회   | 11월 5일  | 9.8%            | 11.5%         | 10.6%           | 11.2%         |
| 23회   | 11월 12일 | 8.2%            | 9.2%          | 9.7%            | 10.4%         |
| 24회   | 11월 19일 | 8.3%            | 9.6%          | 9.5%            | 10.3%         |
| 25회   | 11월 19일 | 12.5%           | 13.9%         | 13.7%           | 14.3%         |
| 26회   | 11월 26일 | 8.9%            | 10.9%         | 10.0%           | 11.6%         |
| 27회   | 11월 26일 | 13.2%           | 15.3%         | 15.3%           | 17.0%         |
| 28회   | 12월 3일  | 8.0%            | 9.7%          | 9.1%            | 10.5%         |
| 29회   | 12월 3일  | 13.4%           | 15.8%         | 14.5%           | 15.6%         |
| 30회   | 12월 10일 | 9.2%            | 11.3%         | 10.1%           | 11.5%         |
| 31회   | 12월 10일 | 14.3%           | 17.6%         | 16.1%           | 17.5%         |
| 32회   | 12월 17일 | 9.3%            | 11.9%         | 10.9%           | 12.5%         |
| 33회   | 12월 17일 | 15.1%           | 17.2%         | 16.8%           | 18.4%         |
| 34회   | 12월 24일 | 8.0%            | 9.4%          | 9.7%            | 10.0%         |
| 35회   | 12월 24일 | 13.5%           | 15.2%         | 16.1%           | 16.2%         |
| 2017년 |           |                 |               |                 |               |
| 36회   | 1월 7일   | 8.2%            | 9.9%          | 9.7%            | 10.9%         |
| 37회   | 1월 7일   | 14.9%           | 16.5%         | 16.3%           | 17.4%         |
| 38회   | 1월 14일  | 9.0%            | 10.7%         | 10.3%           | 11.3%         |
| 39회   | 1월 14일  | 16.5%           | 18.1%         | 16.9%           | 17.2%         |
| 40회   | 1월 21일  | 7.5%            | 8.4%          | 8.7%            | 9.6%          |
| 41회   | 1월 21일  | 13.8%           | 15.6%         | 15.8%           | 16.1%         |
| 42회   | 2월 4일   | 7.8%            | 9.1%          | 8.5%            | 9.5%          |
| 43회   | 2월 4일   | 15.0%           | 17.0%         | 17.0%           | 17.8%         |
| 44회   | 2월 11일  | 8.5%            | 9.9%          | 10.8%           | 12.2%         |
| 45회   | 2월 11일  | 14.9%           | 17.2%         | 17.0%           | 17.8%         |
| 46회   | 2월 18일  | 6.8%            | 8.4%          | 8.1%            | 9.2%          |
| 47회   | 2월 18일  | 14.1%           | 16.5%         | 17.0%           | 17.2%         |
| 48회   | 2월 25일  | 6.7%            | 7.6%          | 8.9%            | 10.0%         |
| 49회   | 2월 25일  | 15.9%           | 17.8%         | 18.2%           | 19.0%         |
| 50회   | 3월 4일   | 10.9%           | 12.7%         | 12.6%           | 13.4%         |
| 51회   | 3월 4일   | 14.9%           | 17.3%         | 18.3%           | 18.5%         |
| 52회   | 3월 11일  | 11.8%           | 14.7%         | 14.2%           | 14.7%         |
| 53회   | 3월 11일  | 14.7%           | 17.8%         | 18.1%           | 17.7%         |
| 54회   | 3월 18일  | 12.9%           | 14.7%         | 14.4%           | 15.2%         |
| 55회   | 3월 18일  | 17.3%           | 19.2%         | 19.2%           | 20.0%         |
| 56회   | 3월 25일  | 14.3%           | 16.4%         | 14.4%           | 15.7%         |
| 57회   | 3월 25일  | 17.8%           | 20.0%         | 19.2%           | 20.3%         |
| 58회   | 4월 1일   | 13.7%           | 15.5%         | 13.3%           | 13.8%         |
| 59회   | 4월 1일   | 18.9%           | 22.3%         | 18.8%           | 19.9%         |
| 60회   | 4월 8일   | 14.0%           | 15.8%         | 14.6%           | 16.2%         |
| 61회   | 4월 8일   | 19.4%           | 21.8%         | 20.1%           | 21.4%         |

## 수상, 후보
- 2016 SBS 연기 대상 장편 드라마 부문 여자 최우수 연기상 고두심
- 2016 SBS 연기 대상 장편 드라마 부문 남자 우수 연기상 이완
- 2016 SBS 연기 대상 장편 드라마 부문 여자 우수 연기상 김규리
- 2016 SBS 연기 대상 장편 드라마 부문 남자 특별 연기상 송재림
- 2016 SBS 연기 대상 장편 드라마 부문 여자 특별 연기상 김소은
- 2016 SBS 연기 대상 공로상 장용

## 결방, 연장
- 2016년 12월 31일 : 2016 SBS 연기 대상 편성으로 인한 결방
- 2017년 1월 28일 : 설 특선 영화 《검사외전》 편성으로 인한 결방
- 2016년 12월 8일 : 우리 갑순이 방송 분량이 50부작에서 11회 연장되어 61부작으로 변경·확정되었다.[3]

## 참고 사항
- 당초 여자 주인공 신갑순 역에는 이하나[4]가, 조금식 역에는 문성호[5]가 캐스팅됐으나 최종적으로 하차했고 이들의 빈 자리는 각각 김소은, 최대철이 채웠다.
- 유선은 문영남 작가에 대한 믿음으로 신재순 역 출연을 자청하였다.[6]
- 금수조 역할을 맡은 서강석과 러브 라인을 형성할 예정이었던 허다해 역을 맡은 김규리가 33회를 마지막으로 하차하였다.[7] 반지아 역을 맡은 서유정이 39회부터 긴급 투입되어 금수조와 사랑을 나누는 줄거리로 스토리가 전면 수정되었다.[8]
- 원래 매주 주말 오후 8시 45분에 방송·편성됐지만 SBS가 《고호의 별이 빛나는 밤에》를 마지막으로 SBS 주말 특별 기획 드라마를 잠정 폐지한 데 이어 초록뱀미디어에서 외주 제작했던 《K팝스타 6 더 라스트 찬스》가 일요일 오후에 2회 연속 방송·편성되자 2016년 11월 5일부터 토요일 2회 연속 ·방송 편성으로 변경됐다.[9] SBS 주말 특별 기획 드라마는 매주 토요일 오후 8시 45분부터 2회 연속 방송·편성됐던 《언니는 살아있다》로 재개했다.
- SBS 주말 드라마는 해당 프로그램을 마지막으로 폐지됐다.